# Solidaritat Catalana (1980)
Solidaritat Catalana (SC; «Solidaridad Catalana») fue un partido político español de ámbito catalán presentado oficialmente el 21 de febrero de 1980 por Juan Echevarría Puig, Celedoni Sala, Manuel Milián Mestre y Juan Rosell. Ideológicamente estaba muy próximo a Alianza Popular, en las elecciones de 1980 en Cataluña, fue el partido apoyado por Manuel Fraga y este mismo decidió no presentar a Alianza Popular para unir el voto conservador español hacia un solo núcleo político.
Su mesa directiva estaba compuesta por Juan Echevarría (presidente), Celedonio Casas (secretario general) y Manuel Milián (secretario del comité político).
Se presentó a las elecciones al Parlamento de Cataluña de 1980, obteniendo 64 004 votos (2,37 %) y ningún escaño. Poco después se disolvió, y la mayor parte de sus miembros, entre ellos Manuel Milián Mestre, pasaron a Alianza Popular. Otros formaron parte de la creación del Partido Demócrata Liberal liderado por Antonio Garrigues Walker.